# Задра
Задра (пол. Zadra) — фантастичний роман польського письменника Кшиштофа Піскорського. Це перший том із серії «Світ Етеру». Була номінована на здобуття Меморіальної премії імені Януша Зайделя. Вона також отримала золоту відзнаку Літературної премії імені Єжи Жулавського. Вперше вона була опублікована у двох томах на рубежі 2008 і 2009 років у Agencja Wydawnicza Runa. У 2018 році Wydawnictwo Literackie випустило нове видання в одному томі, виправленому автором, після його продовження «Сорок і чотири», яке виграло Меморіальну премію імені Януша Зайделя.

## Рецензії
Рецензія на нове видання з'явилася в Nowa Fantastyka у квітні 2018 року. Александра Радзеєвська оцінила роман як пристойне, розважальне фентезі, що містить численні історичні ласі шматочки. Книгу називають наріжним каменем польського стимпанку, хоча насправді її дія відбувається у світі, де розвитку технологій сприяла енергія вакууму, тобто сила етеру, а не пари.

## Підйом
«Задра» — перший стимпанк-роман автора. До початку цієї роботи автор не мав багато знань про цей вид. Він знав «Різницева машина» Вільяма Гібсона та загальне визначення. Однак сам стимпанк не був ключовою ідеєю Піскорського. Перш за все, він хотів творчо трансформувати існуючу історію. Спочатку автор придумав концепцію представленого світу, плануючи написати принаймні кілька оповідань і один роман, у якому діятиме. Перші спроби втілити ідею на папері з'явилися в його оповіданнях «Книга драконів», якою він був не зовсім задоволений, і «Зламані», що з'явилася в «Книзі страху». Автор також зробив головного героя другої історії одним із персонажів книги, використавши в тексті нитку з його попередньої роботи.
Автор вважає, що основою для створення книги стали романи періоду наполеонівських війн, які він любить читати. Початковою він вважає бойову систему з гри Flintloque. Її коріння — захоплення стимпанком і бажання віддати данину поваги таким письменникам, як Олександр Дюма, Вальтер Скотт чи Генрик Сенкевич.

## Сюжет
У 1819 році в Європі була розроблена можливість використання енергії вакууму. Наполеон Бонапарт привів свою імперію до вершини. Французький вчений Моріс Дальмонт натрапляє на надзвичайне відкриття, пов'язане з силою етеру. У той же час Станіслав, наречений його сестри, вирушає в інший вимір, де йому належить боротися за незалежність своєї країни — Польщі. Наталі, його кохана, засмучена і налякана цим фактом, тому брат відправляє її в село. Однак дівчина робить все, щоб повернутися в Париж.